# Výhledy (Hazlov)
Výhledy (německy Steingrün) jsou vesnice a část obce Hazlov v okrese Cheb v Karlovarském kraji.

## Geografie
Výhledy leží přibližně čtyři kilometry severně od Hazlova a osm kilometrů jihovýchodně od Aše, v nadmořské výšce 687 metrů.

## Historie
První písemná zmínka pochází z roku 1395. Vesnice byla postavena na místě vytěženého lesa. V roce 1526 se Výhledy staly součástí panství chebských Šliků, později, roku 1629 připadla vesnice do majetku Hazlova. V roce 1890 je zde postavena na svou dobu moderní škola. V 19. století bývala součástí obce Výhledy i zaniklá samota Neuengrün.
Poblíž místního rybníka stávala malá tvrz, pocházející ze 14. století, jejíž pozůstatky jsou dodnes v terénu patrné.

## Obyvatelstvo
Při sčítání lidu v roce 1921 zde žilo 494 obyvatel, z nichž bylo 485 obyvatel německé národnosti a devět bylo cizozemců. K římskokatolické církvi se hlásilo 466 obyvatel, 28 k církvi evangelické.
| Rok            | 1869 | 1880 | 1890 | 1900 | 1910 | 1921 | 1930 | 1950 | 1961 | 1970 | 1980 | 1991 | 2001 | 2011 | 2021 |
| -------------- | ---- | ---- | ---- | ---- | ---- | ---- | ---- | ---- | ---- | ---- | ---- | ---- | ---- | ---- | ---- |
| Počet obyvatel | 689  | 734  | 709  | 638  | 568  | 494  | 572  | 90   | 87   | 67   | 50   | 37   | 37   | 48   | 78   |
| Počet domů     | 63   | 64   | 65   | 65   | 63   | 62   | 65   | 68   | -    | 18   | 17   | 19   | 21   | 24   | 32   |

## Obecní správa
Při sčítání lidu v letech 1850–1868 Výhledy byly samostatnou obcí v okrese Aš. V letech 1869–1899 byly osadou obce Skalka, ale v letech 1900–1959 byly uváděny znovu jako obec v okrese Aš. Od roku 1960 jsou částí obce Hazlov v okrese Cheb.

## Pamětihodnosti
- Boží muka s reliéfem Nejsvětější Trojice z roku 1833
- Krucifix
- Hraniční kámen z roku 1844
- Památník obětem první světové války, v současné době (2024) poničený
- Pramen Halštrova

## Pramen Halštrova

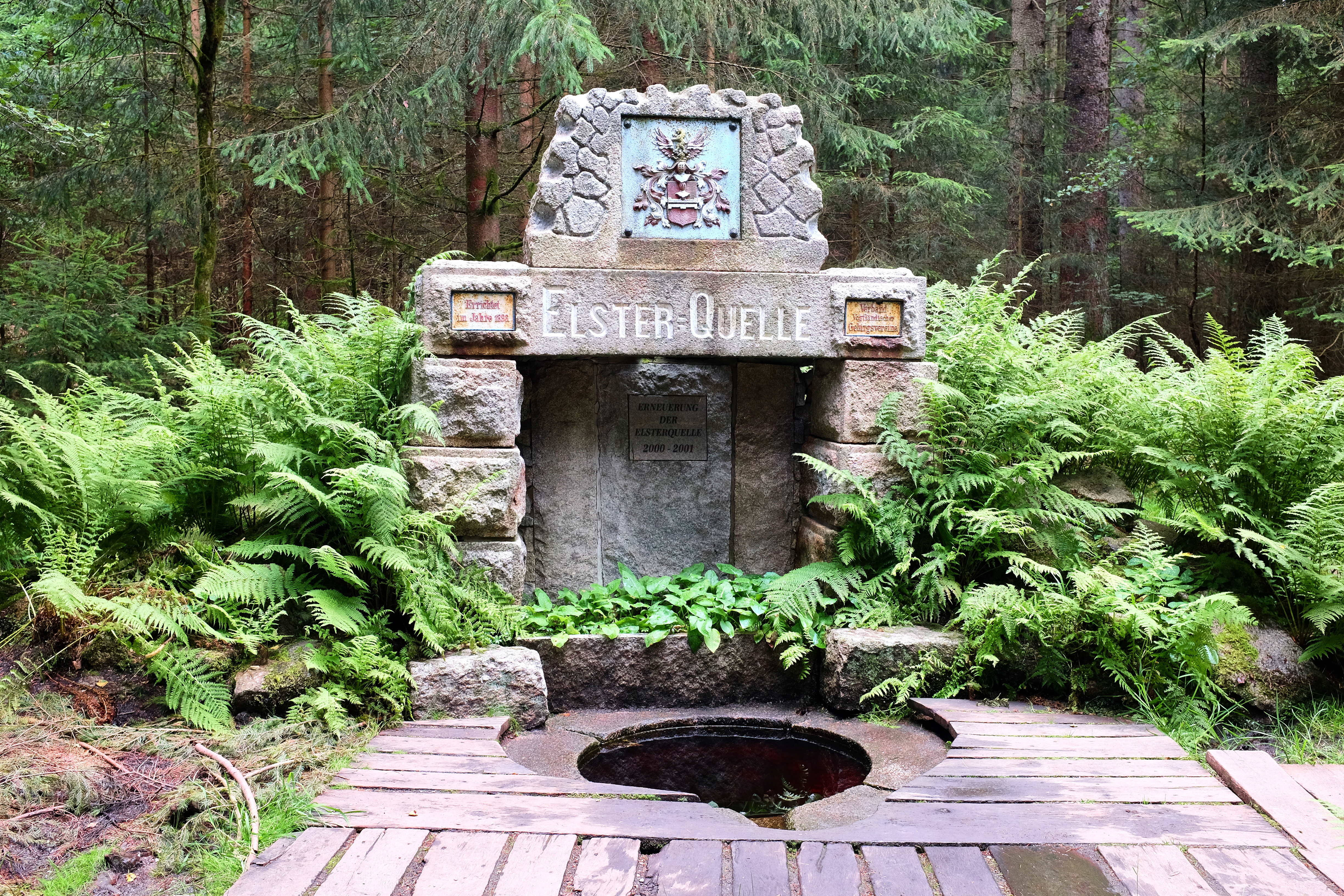
Památník pramene Halštrova

Památník u pramene Halštrova (německy Elster Quelle) je kamenný památník postavený v roce 1898 obyvateli Výhled. Nachází se na něm znak pánů z Helmfeldu, kteří věnovali pozemek, na němž je památník postavený. K památníku vede dřevěná lávka, která vybočuje ze žlutě značené turistické stezky. K památníku se dá dostat také cyklotrasou 2062 z Horních Pasek a z německé vesnice Bärendorf.